# Rocksteady
Rocksteady är en rytmisk musikstil som introducerades på Jamaica sommaren 1966 genom att ett extra taktslag lades till före skarytmen, vilket medförde att tempot sänktes och utrymme gavs åt basisterna att utveckla komplicerade slingor. Namnet på stilen kommer från en dans med samma namn som bland annat omsjöngs i låten Rock Steady (1966) av sångaren Alton Ellis. Rocksteady – som utvecklades parallellt med soulmusiken i USA – var långsammare än ska, och man brukar ofta se förklaringen att sommaren 1966 skulle ha varit varmare än andra somrar på Jamaica – vilket skulle motivera det sänkta tempot. Den stora skillnaden på dansgolvet var att de dansande höll i varandra i stället för att, som under ska-eran, intensivt röra sig fram och tillbaka framför varandra och svänga med armarna.
Några år senare – omkring 1968 – kom de första, "primitiva" reggaelåtarna, vilka egentligen inte går att särskilja från rocksteady. Båda musikstilarna kallades skinhead reggae av de engelska arbetarklassmodsen i Storbritannien som hört låtarna på västindiska klubbar och dansställen i London och Birmingham och gjort musiken till "sin".

## Framstående grupper och artister
Kända artister och grupper inom rocksteady och tidig reggae var:

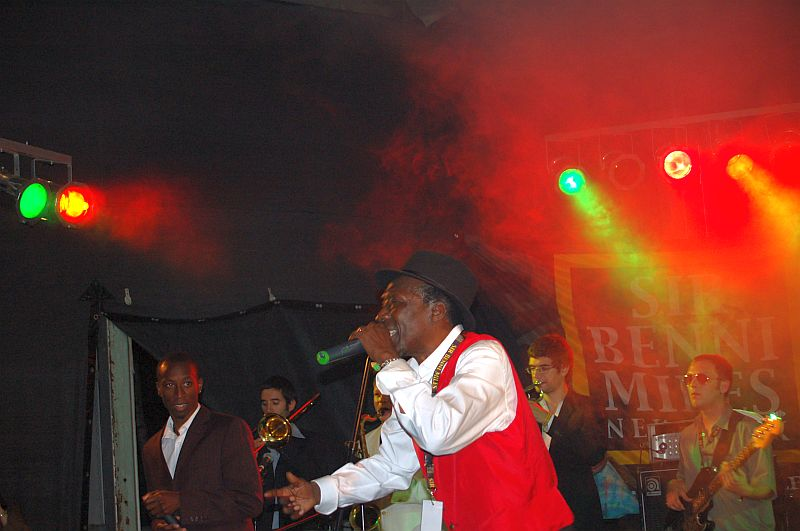
Alton Ellis

Bob & Marcia (Bob Andy och Marcia Griffiths) – "Young, Gifted And Black"
Lloyd Charmers & The Uniques – "Watch This Sound",
Jimmy Cliff – "Give And Take" ("Give A Little, Take A Little" (1967), "Wonderful World, Beautiful People" (1970), The Harder They Come (1972)
Lord Creater – "KIng and Queen"(Kingston Town)(1970)
Desmond Dekker – "007 (Shanty Town)" (1967) "The Israelites" (1968), "It Mek" (1969), "Rude Boy Train", "Rudie Got Soul",
Phyllis Dillon – "It's Rocking Time (Rocksteady)" (1966, "Don't Stay Away" (1969), "Perfidia"
Eric Donaldson – "Cherry Oh Baby"
Alton Ellis med/utan The Flames – "Rock Steady" (1966), "Cry Tough" (1967),  "What Does It Take", "These Eyes"
The Ethiopians – "Train To Skaville" (1967)
Derrick Harriott & The Kingstonians – "Sufferer"
John Holt – "Ali Baba" (1968)
The Jamaicans – "Ba Ba Boom" (1967)
Hopeton Lewis – "Take It Easy" (1966)
Dandy Livingston – "Message To You, Rudy"
The Melodians – "Come On Little Girl" (1968), "Sweet Sensation" (1969), "Rivers Of Babylon" (1970) som bland andra Boney M gjort en cover av
Derrick Morgan – "Fatman",
The Paragons – "Wear You To The Ball", (som U-Roy senare gjorde en toast-version av och som UB40 gjort en cover av, "The Tide Is High (1967), som bl.a. Blondie gjort en cover av,
Lee "Scratch" Perry – "Tighten Up"
The Pioneers – "Never Come Running Back" (1966), "Long Shot" (1968) "Jackpot" (1968) som The Beat gjort en cover av, "Reggae Beat" (1968), "Rudies Are The Greatest" (1968) "Long Shot Kick de Bucket" (1969) är den låt Pioneers framför allt förknippas med, "Who The Cap Fits" (1969), "Poor Rameses" (1969), "Boss Festival" (1969), "Starvation" (1970), "Driven Back" (1970), "It'e All In The Game" (1970, under namnet The Rebels), Easy Come, Easy Go" (1970, under namnet The Rebels)
Max Romeo – "Wet Dream" (1968)
The Slickers – "Johnny Too Bad" (1970)
Slim Smith med/utan The Techniques – "Travelling Man" (1966 "I'll Never Let Go" (1967)
Toots and the Maytals – "Pressure Drop" (1968), "Do The Reggay (1968), "Monkey Man" (1968; 1970), "54-46 That's My Number" (1968), "Peeping Tom" (1970)
Lord Tanamo – "Keep On Moving" (1969)
En av de allra populäraste skasånggrupperna – The Wailers med Bob Marley, Peter Tosh och Neville/Bunny Livingston/Wailer missade i stort sett rocksteady-vågen eftersom Bob Marley var i USA nästan hela 1966.  Ofta uppges att rocksteadyn utvecklades till reggae, men en mer korrekt beskrivning är att både reggae och rocksteady utvecklades ur sen, rytmisk ska, och att både rocksteady och reggae existerade samtidigt under 1967–1971. Det utmärkande för den tidigaste reggaen är att elgitarren lagts till som ett rytminstrument och att basgitarren fått en central roll i musiken. Skillnaden mellan rocksteady och tidig reggae kan man höra i Toots and The Maytals låt "54-46 (That's My Number)" (1968) och "54-46 Was My Number" (1969). De professionella musikerna på Jamaica behärskade alla stilar, The Pioneers klassiska hit "Long Shot Kick De Bucket" spelades in som ska-version, rocksteady-version och reggaeversion med några års mellanrum.

När den slagverksorienterade reggaen med sin one drop-rytm slog igenom omkring 1973, försvann rocksteady nästan helt. Under ska revival-vågen omkring 1980 levererade band som Madness, Specials, Selecter och The Beat även rocksteady. Efter år 2000 har musikstilen ånyo kommit tillbaka i liten skala; nu, i likhet med reggaen, med ett stort inslag av digitala instrument. Den känns dock som tidigare igen på sin starka och välutvecklade basgång medan trummorna har en klart underordnad betydelse. Tyska Zoe fick en i ska/rocksteady-kretsar en hit med låten Rock Steady, lanserad med en påkostad video som förde tankarna till 1960-talets västindiska klubbar i Storbritanniens storstäder. Vidare hämtar den jamaicanska dancehallmusiken ibland upp gamla rocksteady-rytmer och använder dem på nytt.

## Skinhead reggae

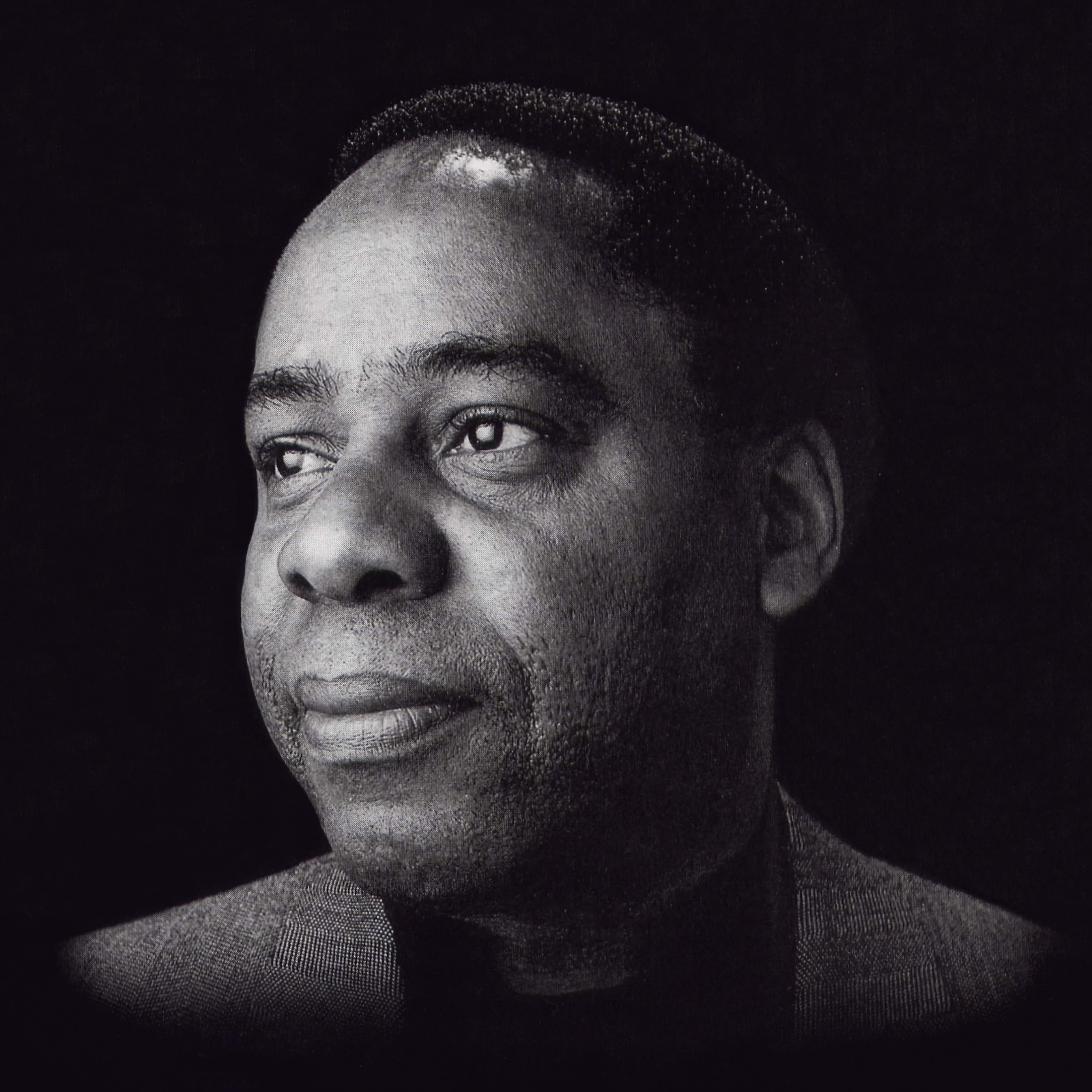
BB Seaton, en av sångarna i gruppen The Gaylads

Både rocksteady och en tidig form av reggae existerade samtidigt under 1967 – 1972, och många låtar hittade till Storbritannien där den spelades på fritidsgårdar och klubbar för både svarta och vita ungdomar. Man kan nästan säga att vissa låtar skrevs, spelades in och mixades på Jamaica med det uttalade syftet att de skulle slå bland arbetarklassungdomar och före detta mods i Storbritannien. Den jamaicanska rocksteady/reggae, som spelades innan rastafari-budskapet och one drop-rytmerna kom in i reggaen, hörde ihop med den så kallade rude boy-- eller gangsterkulturen på Jamaica. Många artister hyllade ömsom dessa rude boys för att i andra låtar starkt kritisera pistolmännen och slagskämparna, som ofta valde att göra upp med varandra i folkmassorna under de danskvällar som så kalalde sound systems anordnade.
Ett dokument över tiden i början av 1970-talet är Jamaicas första långfilm The Harder They Come, med Jimmy Cliff i huvudrollen som en ung man som flyttar från den fattiga landsbygden på Jamaica till huvudstaden Kingston, där han genast hamnar i slummen och inte kan få ett enda hederligt jobb. Han skriver en låt (titellåten), men blir lurad på royalties och ersättningar. Låten blir en stor hit först när han blivit pistolman och mördare och jagas över hela ön av polisen. Förutom Jimmy Cliff medverkar flera artister med sin musik i filmen, bland andra Desmond Dekker, Toots & The Maytals, The Melodians och The Slickers. Filmen gjorde begreppet reggae känt över Västvärlden 1972 och Cliff, Toots Hibbert och Dekker förknippades starkt med denna musik under ett år. Året därpå, 1973, släppte gruppen The Wailers – Bob Marley, Peter Tosh, Bunny Wailer, Aston Barrett och Carlton Barrett – sina två LP-album Catch A Fire och Burnin', och därefter var Marley och Tosh reggaens kungligheter och rastafari reggaens religion. Alla andra artister hade att anpassa sig (som till exempel Toots & The Maytals och Max Romeo gjorde) eller lämna plats för en uppsjö av nya reggaeartister som börjat odla dreadlocks och åtminstone kände till huvuddragen i rastafaritron.  
En grupp på andra sidan Atlanten som omkring 1968–1969 tog till sig rocksteady och rude boy-reggaen var de engelska mods som kom från arbetarklassen. Dessa började uppträda i gäng som lyssnade på de rocksteady- och reggaelåtar vars lyrik speglade den gangsterkultur som härskade i slumstadsdelarna i Jamaicas huvudstad Kingston. Fixstjärnor var Desmond Dekker och Toots Hibbert, och de brittiska kortklippta modsen kallade denna musik för Skinhead reggae.. Vissa av reggaeskinheadsen i London, Birmingham och andra större brittiska städer höll håret klippt under en tum och bar en provocerande klädstil med för stora storlekar av blåställ och andra arbetarkläder. Några av gängen, suedeheads, ägnade sig dessutom åt att trakassera bland annat äldre, medelklassungdomar, homosexuella och (obegripligt nog) immigranter bland annat från Jamaica.